# Ziemia Mindel-Würm
Ziemia Mindel-Würm – polska grupa akcji i performance'u, która istniała w latach 1990–1992 w Gdańsku.

## Historia
Formacja została powołana do życia przez Marka „Rogulusa” Rogulskiego (lider), który zaprosił do współpracy Piotra Wyrzykowskiego, wówczas studenta architektury, a wkrótce także studenta pracowni intermedialnej Witosława Czerwonki. Działalność formacji rozpoczęła się w momencie, gdy w styczniu 1990 roku  - obydwaj artyści nagrali i we współpracy z Sergiuszem Blajchertem utrwalili na taśmie materiał muzyczny zatytułowany Ziemia Mindel Würm. Grupa operowała głównie w sferze muzyki niskotonowej, nawiązującej do dokonań zespołów Bauhaus i Head of David, a także do industrialnego punku. W tym samym roku do jednego z zarejestrowanych utworów Yach Paszkiewicz zrealizował teledysk. Zdjęcia do niego nakręcono podczas akcji artystycznej grupy w Lasach Oliwskich. Według Rogulskiego, nazwa „Ziemia Mindel-Würm” miała nadawać - archaiczny kontekst działaniom formacji, gdyż Mindel i Würm to nazwy epok w dziejach rozwoju prehistorycznej ludzkości. Wielogodzinne, transowe, nawiązujące do zwyczajów pierwotnych kultur i szamańskich rytuałów – artystyczne akcje grupy odbywały się m.in. na Wyspie Spichrzów (Galeria Wyspa), podczas międzynarodowego festiwalu performance'u „Real Time-Story Telling”, czy w galerii C 14 w Gdańsku, a także w Toruniu. 
Z początkiem 1992 roku projekt zaprzestał dalszej działalności, zaś jego członkowie zakładali kolejne formacje. Rogulski utworzył grupę Tysiąc Najjaśniejszych Słońc, zaś Wyrzykowski Venom Underground. 
Jeden z nagranych (w 1990 roku) przez Ziemię Mindel-Würm utworów muzycznych został wykorzystany przez Piotra Wyrzykowskiego w filmie pt. Beta-Nassau, który zdobył nagrodę na międzynarodowym Biennale Sztuki Mediów Wro we Wrocławiu.
W 2020 roku z inicjatywy Requiem Records i Stowarzyszenia Inicjatyw Twórczych „Trzecia Fala”, ukazała się płyta grupy zawierająca materiał muzyczny z 1990 roku.

## Kalendarium[4]

### Sierpień 1990
- Realizacja nagrania pt.: Ziemia Mindel-Wurm.
- Yach Paszkiewicz realizuje wideoklip do jednego z utworów grupy Ziemia Mindel-Wurm.

### Październik 1990
- Koncert grupy Ziemia Mindel-Wurm w ramach obrony pracy dyplomowej Marka Rogulskiego w Akademii Sztuk Pięknych w Gdańsku w Gdańsku.
- CH3NHCH2 – akcja w Galerii Wyspa w Gdańsku. Akcji towarzyszył wydany przez grupę Ziemia Mindel-Wurm informator w formie pocztówki (fotografia autorstwa Marka Rogulskiego z 1989)

### Listopad 1990
- Festiwal performance – akcja Ziemia Mindel-Wurm w Akademii Sztuk Pięknych w Gdańsku.

### Marzec 1991
- Zamek – akcja na dawnym zamku krzyżackim w Toruniu.
- Prezentacje dokumentacji działań w pracowni Yacha Paszkiewicza na Uniwersytecie
Toruńskim.

### Październik 1991
- Real Time-Story Telling – akcja na międzynarodowym festiwalu performance'u Real Time-Story Telling, w Galerii Wyspa. Działania performance w galerii C14— w Gdańsku.
- Miejsca – akcja Naczynie Transmutacji w Galerii Wyspa w Gdańsku. Działania performance w galerii C14 w Gdańsku.

## Ciekawostki
Wzmianka o współpracy grupy Ziemia Mindel-Würm z Yachem Paszkiewiczem:

W pewnym sensie immanentnym członkiem zespołu był także Yach Paszkiewicz. Zmarły w 2017 roku, jeden z prekursorów formy, jaką jest video klip. Wniósł i poszerzył ich działania o aspekt (trans)medialny, wprowadzając jednocześnie w krwioobieg telewizji. Trzech utytułowanych artystów z ogromnym, wieloletnim dorobkiem artystycznym. Jednakże ich wspólny okres działalności spowija mrok zapomnienia – niesprawiedliwego, warto dodać.

## Dyskografia

### Albumy
- 2020: Ziemia Mindel-Würm (CD, Requiem Records / Trzecia Fala 006)[3]